# Plesina fascipennis
Plesina fascipennis är en tvåvingeart som först beskrevs av Christian Rudolph Wilhelm Wiedemann 1830.  Plesina fascipennis ingår i släktet Plesina och familjen parasitflugor.
Artens utbredningsområde är Sudan. Inga underarter finns listade i Catalogue of Life.